# Рушир
Рушир (укр. Рушір) — река на Украине, в пределах Косовского района Ивано-Франковской области. Правый приток реки Лючка (бассейн Дуная).

## Описание
Длина реки 11 км, площадь бассейна 34,6 км². Уклон реки 38 м/км. Река горного типа. Долина узкая и глубокая, во многих местах покрыта лесом. Русло слабоизвилистое (в низовьях более извилистое), есть перекаты и водопады (например, Руширский водопад), дно каменистое, с галькой.

## Месторасположение
Берёт начало к юг от села Акрешоры. Течет среди гор Покутско-Буковинских Карпат преимущественно на северо-восток (в приустьевой части — на север). Впадает в Лючку у северо-восточной окраины села Люча.

## Притоки
Притоки — горные ручьи.